# Utjämningsmandat
Utjämningsmandat finns för att skapa en bättre proportionell fördelning mellan partierna i ett val med flera valkretsar.
I Sverige används sedan år 1970 utjämningsmandat i riksdagsval och i val till region, där det finns fasta spärrar på 4 procent (fyraprocentsspärren) respektive 3 procent. Kommunalval i Sverige saknade till och med valen 2014 utjämningsmandat, vilket innebar att det skapades en naturlig spärr i kommuner med flera valkretsar (det är färre mandat i enskilda valkretsar och då krävs det en större andel väljare för att vinna ett första mandat). Från och med valen 2018 gäller nya bestämmelser: En kommun med fler än 36 000 röstberättigade får men måste inte ha fler än en valkrets. I en kommun med fler än en valkrets tillämpas utjämningsmandat enligt samma principer som i riksdagsvalet, det vill säga att 1/10 av mandaten är utjämningsmandat.
I val till riksdagen är 39 av 349 mandat utjämningsmandat och i landstingsvalen är 1/10 av mandaten avrundat uppåt utjämningsmandat. Utjämningsmandaten fördelas alltid efter jämkade uddatalsmetoden baserat på resultatet i hela valområdet. Vid fördelning av ett partis utjämningsmandat mellan valkretsarna används dock uddatalsmetoden.
Rent praktiskt går fördelningen av utjämningsmandat till så, att 349 mandat fördelas med alla partiers röstetal i hela landet som underlag, dvs alla platser i riksdagen fördelas som om hela Sverige var en valkrets. Därefter jämförs respektive partis beräknade mandat med partiets sammanräknade antal fasta mandat (som redan är bestämt utifrån resultatet i de olika valkretsarna). Om ett partis beräknade mandat överstiger deras fasta mandat, tilldelas de lika många utjämningsmandat som skillnaden. T.o.m. valet 2014, om ett parti fick färre mandat i uträkningen än de redan hade av de fasta mandaten, behöll de sina fasta mandat, och en ny totalfördelning gjordes med det partiets fasta mandat borträknade. Fr.o.m. valet 2018 återförs istället de överskjutande mandat som tilldelats med lägst jämförelsetal.
Vid valet 2010 räckte inte utjämningsmandaten och Socialdemokraterna fick 112 mandat istället för de 109 de hade fått om hela landet räknats som en valkrets. Likaså fick Moderata samlingspartiet 107 istället för 106. Missgynnade var fp, kd, v och mp, vilka alla skulle fått ett mandat mer var, om hela landet hade räknats som en valkrets.
Vid riksdagsvalet 2014 skedde detta igen. Denna gången gynnade det Socialdemokraterna (+1) och Sverigedemokraterna (+2), medan Moderaterna, Folkpartiet och Kristdemokraterna alla fick 1 mandat mindre än om hela landet räknats som en valkrets.
I val till Stortinget i Norge används utjämningsmandat sedan år 1989. Liksom i Sverige tillämpas en spärregel på 4 procent för att partier skall få delta i fördelningen. Från början fördelades 8 utjämningsmandat. Antalet höjdes år 2005 till 19, ett för varje fylke.

## Felräkningen vid riksdagsvalet i Sverige 2002
I valet 2002 hade Valmyndigheten fel i sina uträkningsprogram. Text-TV visade en fördelning av respektive partis mandatfördelning mellan valkretsarna och Valmyndighetens en annan.[källa behövs] När felet uppdagades dagen efter valet visade det sig att man fördelat utjämningsmandaten inom partierna enligt jämkade uddatalsmetoden istället för uddatalsmetoden. Felet rättades snabbt till och påverkade inte mandatfördelningen mellan partierna, däremot påverkades i några enstaka fall fördelningen av utjämningsmandaten på valkretsar inom partierna.[källa behövs]
Hur många partier och hur många kandidater som påverkades av felet är inte känt. Men två av Kristdemokraternas fyra utjämningsmandat gick till Blekinge och Norrbotten istället för till andra, större valkretsar där man redan fått fasta mandat. Någon större publicitet kring detta uppstod inte och de enda noteringar som antyder vad som skedde kunde man hitta i tidningen Sydöstran. 
Att det är uddatalsmetoden och inte jämkade uddatalsmetoden som ska användas när det bestäms vilken valkrets som ska få ett utjämningsmandat framgår av vallagen SFS 2005:837 14 kap. 5 § sista meningen "I en valkrets där partiet inte har fått något fast valkretsmandat skall dock jämförelsetalet vid tilldelningen av det första mandatet vara lika med partiets röstetal". 
Nedanstående exempel är hämtat från Kristdemokraternas valresultat 2002. Först har alla fasta mandat fördelats. Enligt lagen sätts partiets jämförelsetal i de valkretsar där det inte fått något mandat lika med röstetalet. Längre ned ses vad som händer om man i stället (felaktigt) använder den jämkade uddatalsmetoden.
| Valkrets                     | Röstetal | Fasta mandat | Jämförelsetal 1 | Jämförelsetal 2 |
| ---------------------------- | -------- | ------------ | --------------- | --------------- |
| Blekinge län                 | 8319     | 0            | 8319            | 2773            |
| Dalarnas län                 | 12506    | 1            | 4168            |                 |
| Gotlands län                 | 2242     | 0            | 2242            |                 |
| Gävleborgs län               | 12230    | 1            | 4076            |                 |
| Hallands län                 | 16720    | 1            | 5573            |                 |
| Jämtlands län                | 3874     | 0            | 3874            |                 |
| Jönköpings län               | 40316    | 2            | 8063            |                 |
| Kalmar län                   | 16112    | 1            | 5370            |                 |
| Kronobergs län               | 11695    | 1            | 3898            |                 |
| Norrbottens län              | 8239     | 0            | 8239            | 2746            |
| Malmö kommun                 | 7793     | 0            | 7793            |                 |
| Skåne läns norra och östra   | 18664    | 1            | 6221            |                 |
| Skåne läns södra             | 13234    | 1            | 4411            |                 |
| Skåne läns västra            | 12154    | 1            | 4051            |                 |
| Stockholms kommun            | 30228    | 2            | 6045            |                 |
| Stockholms län               | 54872    | 3            | 7838            |                 |
| Södermanlands län            | 12655    | 1            | 4218            |                 |
| Uppsala län                  | 15646    | 1            | 5215            |                 |
| Värmlands län                | 13406    | 1            | 4468            |                 |
| Västerbottens län            | 13135    | 1            | 4378            |                 |
| Västernorrlands län          | 11450    | 0            | 11450           | 3816            |
| Västmanlands län             | 11957    | 1            | 3985            |                 |
| Göteborgs kommun             | 23519    | 2            | 4703            |                 |
| Västra Götalands läns norra  | 18203    | 1            | 6067            |                 |
| Västra Götalands läns södra  | 13546    | 1            | 4515            |                 |
| Västra Götalands läns västra | 22831    | 1            | 7610            |                 |
| Västra Götalands läns östra  | 18859    | 1            | 6629            |                 |
| Örebro län                   | 15046    | 1            | 5015            |                 |
| Östergötlands län            | 25784    | 2            | 5156            |                 |

Det största jämförelsetalet har partiet i Västernorrlands län. Första utjämningsmandatet går därmed dit och därefter beräknas ett nytt jämförelsetal genom att röstetalet delas med 3. Nu har partiet det största jämförelsetalet i Blekinge län, så det andra utjämningsmandatet går dit. Ett nytt röstetal räknas ut för Blekinge län. Sedan är det i Norrbottens län som partiet har det största jämförelsetalet. Ett utjämningsmandat tilldelas länet och på samma sätt räknas även där ett nytt jämförelsetal ut. Så finns ett utjämningsmandat kvar att dela ut. Det går till Jönköpings län, där partiet har det största jämförelsetalet (8063). Resultatet blev att de fyra utjämningsmandaten gick till Blekinge län, Jönköpings län, Norrbottens län och Västernorrlands län.
Om man i stället (felaktigt) använder den jämkade uddatalsmetoden är det första jämförelsetalet lika med röstetalet dividerat med 1,4. Följande tabell illustrerar processen:
| Valkrets                     | Röstetal | Fasta mandat | Jämförelsetal 1 | Jämförelsetal 2 |
| ---------------------------- | -------- | ------------ | --------------- | --------------- |
| Blekinge län                 | 8319     | 0            | 5942            |                 |
| Dalarnas län                 | 12506    | 1            | 4168            |                 |
| Gotlands län                 | 2242     | 0            | 1601            |                 |
| Gävleborgs län               | 12230    | 1            | 4076            |                 |
| Hallands län                 | 16720    | 1            | 5573            |                 |
| Jämtlands län                | 3874     | 0            | 2767            |                 |
| Jönköpings län               | 40316    | 2            | 8063            | 5759            |
| Kalmar län                   | 16112    | 1            | 5370            |                 |
| Kronobergs län               | 11695    | 1            | 3898            |                 |
| Norrbottens län              | 8239     | 0            | 5885            |                 |
| Malmö kommun                 | 7793     | 0            | 5566            |                 |
| Skåne läns norra och östra   | 18664    | 1            | 6221            |                 |
| Skåne läns södra             | 13234    | 1            | 4411            |                 |
| Skåne läns västra            | 12154    | 1            | 4051            |                 |
| Stockholms kommun            | 30228    | 2            | 6045            |                 |
| Stockholms län               | 54872    | 3            | 7838            | 6096            |
| Södermanlands län            | 12655    | 1            | 4218            |                 |
| Uppsala län                  | 15646    | 1            | 5215            |                 |
| Värmlands län                | 13406    | 1            | 4468            |                 |
| Västerbottens län            | 13135    | 1            | 4378            |                 |
| Västernorrlands län          | 11450    | 0            | 8178            | 3816            |
| Västmanlands län             | 11957    | 1            | 3985            |                 |
| Göteborgs kommun             | 23519    | 2            | 4703            |                 |
| Västra Götalands läns norra  | 18203    | 1            | 6067            |                 |
| Västra Götalands läns södra  | 13546    | 1            | 4515            |                 |
| Västra Götalands läns västra | 22831    | 1            | 7610            |                 |
| Västra Götalands läns östra  | 18859    | 1            | 6629            |                 |
| Örebro län                   | 15046    | 1            | 5015            |                 |
| Östergötlands län            | 25784    | 2            | 5156            |                 |

Enligt denna tabell har partiet störst jämförelsetal i Västernorrlands län, som därför får det första utjämningsmandatet. Ett nytt röstetal räknas ut på samma sätt som tidigare. Nästa i tur blir Jönköpings län med jämförelsetalet 8063. Då Jönköpings län efter tilldelningen har 3 mandat blir det nya jämförelsetalet detsamma som röstetalet delat med 7 (3 mandat*2+1). Efter detta har partiet störst jämförelsetal i Stockholms län, som får det tredje utjämningsmandatet. Det fjärde utjämningsmandatet tillfaller nu Västra Götalands läns västra valkrets. Resultatet blir alltså att utjämningsmandaten tillfaller Jönköpings län, Stockholms län, Västernorrlands län och Västra Götalands läns västra valkrets. 
Detta visar att resultaten kan bli olika med dessa två metoder. I exemplet med Uddatalsmetoden blir den geografiska spridningen av mandat större, då både Blekinge län och Norrbottens län får en riksdagsledamot för Kristdemokraterna. I det nedre exemplet tillfaller mandaten istället Stockholms län och Västra Götalands läns västra valkrets, som redan har tilldelats fasta mandat.